# Де Андре, Фабрицио
Фабри́цио Кристиа́но Де Андре́ (итал. Fabrizio Cristiano De André; 18 февраля 1940, Генуя — 11 января 1999, Милан) — итальянский автор-исполнитель, поэт. В своем творчестве обращался к темам любви, борьбы, историям проституток и маргиналов. Часто можно услышать прозвище Де Андре — «Фабер» (итал. Faber), данное другом детства Паоло Вилладжо.

## Биография
Де Андре родился в Генуе на улице Виа Де Николаи, 12 (итал. via De Nicolay, 12, где позднее была помещена маленькая мемориальная табличка) в семье, принадлежавшей к высшим слоям промышленной буржуазии. Его отец Джузеппе был вице-мэром Генуи и генеральным директором компании Eridania Zuccherifici Nazionali (итал.) (крупнейшего итальянского предприятия, занимавшегося производством и продажей сахара). Согласно семейному преданию мальчик родился под звуки композиции Джино Маринуцци «Деревенский вальс», звучавшей из граммофона. Двадцать пять лет спустя Фабрицио Де Андре напишет свой «Вальс в честь любви» на мелодию Маринуцци.
До тридцати пяти лет Де Андре имел проблемы с левым глазом. У него был частичный паралич века:
Если попытаться понять причину особенности моего характера, моего бегства от людей и дикости, то окажется, что она очень проста. С раннего детства я боялся других людей из-за проблем с левым глазом — я страдал от формы пареза века, из-за которого оно нависало, закрывая его половину. Этот дефект заставлял меня чувствовать себя ужасно, я казался себе не таким как все, непривлекательным. Я дошел даже до того, что стал думать, что если кто-то и смотрел на меня, то делал это только потому, что был поражен моим недостатком. Недостаток этот портил мне жизнь до тридцати пяти лет. До тех пор, пока все проблемы не были решены простой операцией. Это был ужасный, глубокий комплекс, породивший другие, которые в большей или меньшей степени мешают мне и сегодня.
Оригинальный текст (итал.)S'è detto, s'è cercato di capire il motivo di certe mie asperità di carattere, di un mio scappare dalla gente, di una selvatichezza che mi rendeva antipatico e inavvicinabile. La verità è molto banale. Fin da piccolo avevo paura degli altri a causa del mio occhio sinistro. La mia palpebra soffriva di una forma di paresi, per cui mi pendeva sull'occhio chiudendolo più della metà. Questa imperfezione mi faceva sentire brutto, diverso, impresentabile. Ero arrivato al punto di credere che, se qualcuno mi guardava, lo faceva soltanto perché era stato colpito dal mio difetto. Un difetto che ha rovinato la mia vita fino all'età di trentacinque anni. Fino a quando, cioè, con una semplice operazione, ho rimediato a tutto. E' stato, quello dell'occhio, un complesso gigantesco e terrificante, dal quale sono derivati quasi tutti gli altri che, più o meno, ancora oggi mi affliggono.
(In E. Ferri, Il poeta è tornato, «Anna», 16 ottobre 1990)

### Детство и юность
Когда началась война, семья Де Андре отправилась на ферму около Ревиньяно д’Асти, в Пьемонте. Отец мальчика был антифашистом — его искала полиция, поэтому он присоединился к партизанам. Воспоминания о жизни в Ревиньяно д’Асти будут для Де Андре источником вдохновения вплоть до самых последних его произведений.
В 1945-ом году семья возвратилась в Геную, где Фабрицио пошёл в начальную школу. Сперва в школу Сестер Маркеллина, а позже в школу Чезаре Баттисти. Затем он поступает в Университет Генуи, в котором посещал медицинский и филологический курсы, прежде чем выбрал юридический факультет. Но когда оставалось шесть экзаменов до получения степени, Фабрицио решил выбрать другой путь — музыку. Он играл на виолончели, потом на гитаре, и выступал с несколькими джаз-бандами.

### Творчество

#### Первые записи
В октябре 1961-го года лейбл Karim выпускает первую пластинку Фабрицио Де Андре, формата «45 giri», со стандартной обложкой. Диск содержал две композиции — Nuvole barocche («Барочные облака») и E fu la notte («И пришла ночь»). В 1962-ом году Фабрицио женился на генуэзке Энрике Риньон (итал. Enrica Rignon). Она принадлежала к буржуазной семье и была на десять лет старше его. В том же году у пары родился первый и единственный сын — Кристиано, который, последовав примеру отца, стал музыкантом и автором песен.
В последующие годы Де Андре пишет свои хиты: La guerra di Piero («Война Пьеро»), La ballata dell’eroe («Баллада о герое»), Il testamento di Tito («Завещание Тита»), La ballata del Miché («Баллада о Мике»), Via del Campo («Виа дель Кампо», дословно — «Полевая улица», это известная улица в Генуе), La canzone dell’amore perduto («Песня об утраченной любви»), La città vecchia («Старый город»), Carlo Martello ritorna dalla battaglia di Poitiers («Возвращение Карла Мартелла после битвы при Пуатье»), сочиненную вместе с Паоло Вилладжо, и La canzone di Marinella («Песня Маринеллы»). В 1968-ом году «Маринелла» была записана и спета знаменитой итальянской певицей Миной.

#### Volume 1
В 1967-ом году вышел первый долгоиграющий диск Фабрицио Де Андре — Volume 1 («Том первый»), затем Tutti morimmo a stento («Все мы умерли в страданиях») и Volume 3 («Том третий») — обе пластинки попали на вершину итальянского хит-парада. Первая содержала личную версию «Eroina» («Героин») поэта Рикардо Маннерини (итал. Riccardo Mannerini), озаглавленную Cantico dei drogati («Гимн Наркоманов»).

#### Благая весть
В 1970-ом году Де Андре создает La buona novella («Благая весть») — название происходит от этимологии слова «Евангелие» — концептуальный альбом, основанный на апокрифическом рассказе о жизни Христа. Этот альбом стал очень известен, и особенно песня Il testamento di Tito («Евангелие от Тита»), в которой один из грабителей, распятых рядом с Христом, яростно опровергает Десять Заповедей. Фабрицио Де Андре сочинил ряд песен, например, Preghiera in gennaio («Молитва в январе») и Si chiamava Gesù («Его звали Иисус»), в которых высказал близкие христианству мысли, и эти песни, кроме «Евангелие от Тита», также пели в церквях.

#### Ни деньгам, ни любви, ни небу
В 1971-ом году Де Андре написал ещё один концепт-альбом — Non al denaro non all’amore né al cielo («Ни деньгам, ни любви, ни небу»), — на основе книги стихов «Антология Спун Ривер» Эдгара Ли Мастерса. Название альбома представляет собой цитату из первого стихотворения «Антологии». Из 246 стихотворений Фабрицио отобрал только девять и постарался отстраниться от конкретных реалий американской жизни, сосредоточив внимание на более универсальных темах. Диск был представлен в интервью с Фернандой Пивано (итал. Fernanda Pivano), которая была первым итальянским переводчиком «Антологии». Теперь имя Фабрицио Де Андре было связано с серьёзной литературой и поэзией. Некоторые из его песен были напечатаны в школьных учебниках.

#### Storia di un impiegato и Canzoni
В 1973-ем году выходит Storia di un impiegato («История одного служащего») — наиболее политизированный альбом Фабрицио Де Андре. Он рассказывает историю безымянного клерка, в котором после долгих лет конформизма и эгоизма просыпается политическая сознательность. В конце концов служащий решает взорвать парламент. Storia di un impiegato вышел в период обострения внутренних беспорядков в Италии (см. Красные бригады).
На следующий год Де Андре издает Canzoni («Песни») — собрание своих переводов Жоржа Брассенса, Леонарда Коэна и Боба Дилана. Альбом включал несколько его старых песен из 60-х годов.

#### Volume 8
В 1975-м году Фабрицио Де Андре (который развелся с Энрикой Риньон и начал отношения с фолк-певицей Дори Гецци (итал. Dori Ghezzi)) пишет в соавторстве с Франческо Де Грегори (итал. Francesco De Gregori), альбом Volume 8 («Том восьмой»). Лирика альбома свидетельствует о глубоком влиянии современной поэзии на творчество Де Андре
.
Несмотря на то, что после первого представления в начале 60-х годов, за исключением нескольких телевизионных эфиров, он всегда отказывался появляться на публике, в 1975-м году Де Андре начинает серию концертов. Кроме того, он решает переехать на Сардинию, где покупает имение Аньята, рядом с Темпьо-Паузания, в северной части острова, и посвящает себя земледелию и скотоводству.
В 1977-м году у Фабрицио Де Андре и Дори Гецци рождается дочь Луиза Виттория, а в 1978-м году Фабрицио выпускает новый альбом, Rimini («Римини»). Большинство песен, входящих в этот альбом, написано вместе с молодым бардом из Вероны Массимо Бубола (итал. Massimo Bubola).

#### Концерты с PFM и похищение
На концертах я почти всегда пьян. Мне никогда не удавалось окончательно победить страх перед выступлениями на публике и боязнь быть раскритикованным. Впрочем, я сам критикую себя первым, в глубине души я боюсь самого себя, я всегда сижу в первом ряду и говорю себе: «ну посмотри — у тебя идиотское поведение» или «что ты тут делаешь в твоем-то возрасте»... Таким образом, я всегда в состоянии стыда. Пожалуй, тот, кто меня не знает, считает меня, вероятно, другим.
Оригинальный текст (итал.)Ai concerti io sono quasi sempre ubriaco, non essendo mai riuscito a vincere definitivamente la paura di andare in pubblico, di essere criticato. D'altronde io sono il primo a criticarmi, in fondo ho anche paura di me stesso, sono sempre seduto in prima fila a dirmi"ma guarda che stai assumendo degli atteggiamenti cretini" o "cosa stai a fare ancora lì alla tua età"... Quindi sono sempre al limite della vergogna, se devo esprimermi in termini molto terra terra. 
Magari chi non mi conosce mi reputa probabilmente diverso da quello che sono.
(In D. Fasoli, Fabrizio De André. Passaggi di tempo, pp. 38-39)
В 1979-м году начинается серия знаменитых «живых» концертов, где Де Андре аккомпанирует итальянская прогрессив-рок-группа Premiata Forneria Marconi (PFM). Из концертных записей в дальнейшем вышел двойной альбом. В конце августа Фабрицио Де Андре и Дори Гецци были похищены ради выкупа и держались в заключении в горах Супрамонте сардинскими бандитами. Их освободили через четыре месяца, по сообщениям выкуп был заплачен.
Эта история и тяжелая жизнь сардинцев вдохновили Де Андре на создание нового альбома Indiano («Индеец»), вышедшего в 1981-ом году. На самом деле диск безымянный, а своё название получил в средствах массовой информации по изображению индейца на обложке, которое было аллегорией изолирования и покорения людей.
Поскольку Де Андре говорил в некоторых интервью, что в поиске денег ему помог отец, то, чтобы возместить ему затраты, он должен был начать тур вскоре после выхода альбома. Когда банду арестовала полиция, Фабрицио был вызван в суд в качестве свидетеля. Он выказал сострадание к некоторым из своих похитителей, так как его хорошо содержали, и объявил о своей солидарности с ними: «Они были настоящими заключенными, а не я». Эта фраза хорошо иллюстрирует мировоззрение Де Андре. Он также говорил, что понял то, что похитителями руководила нужда, но какого-либо сострадания к организаторам похищения он не демонстрировал, поскольку те были богатыми людьми.
В 1984-м году Де Андре создал новый альбом на древне-генуиском языке, Creûza de mä (Морская улица).

#### Начало1990-1999

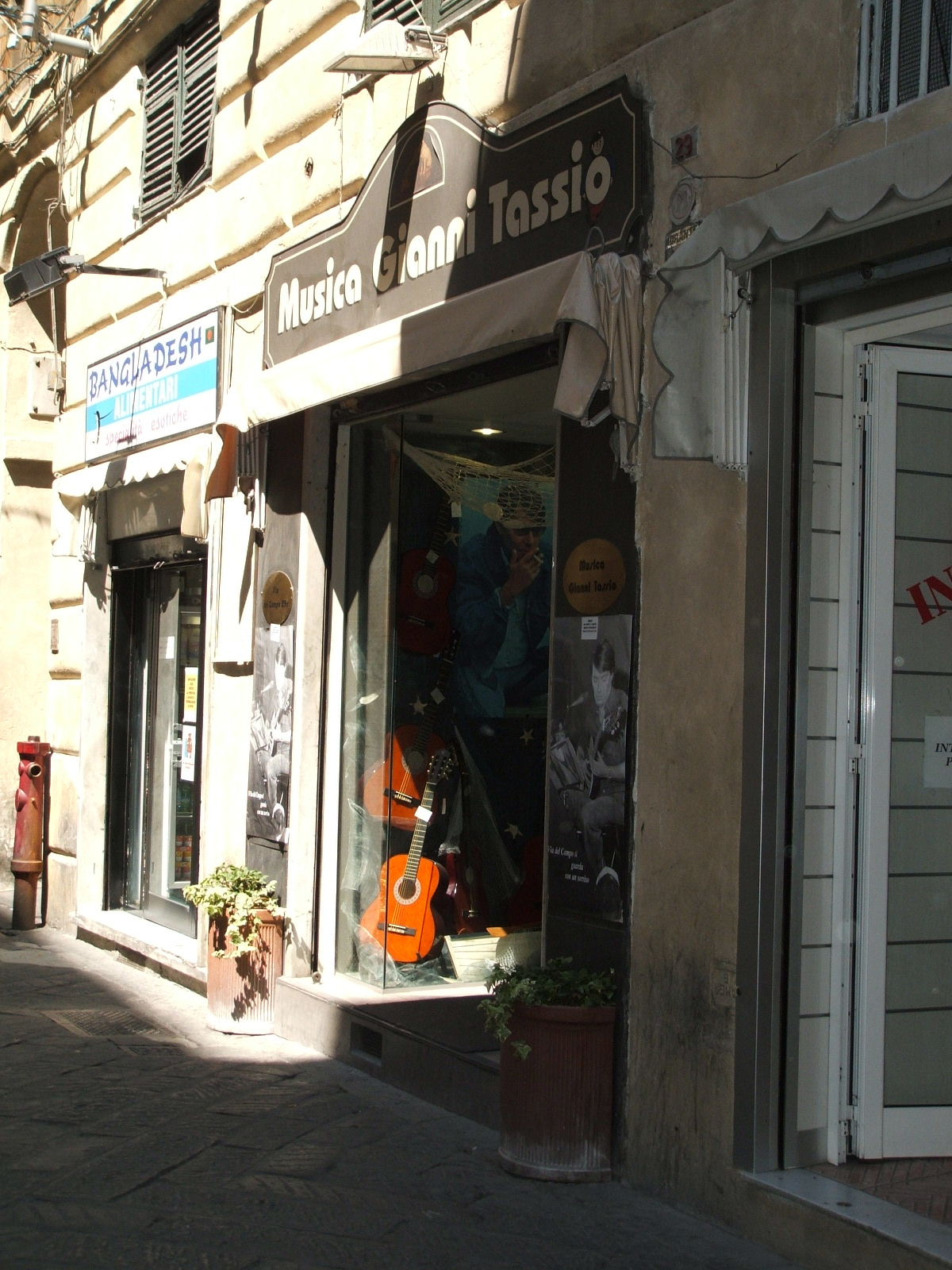
Магазин на улице Виа дель Кампо

В 1989-м году Фабрицио Де Андре и Дори Гецци вступают в законный брак. На следующий год издается новый альбом Le nuvole («Облака»), включающий две песни на генуэзском диалекте, одну — на галлурском или северо-сардинском — Monti di Mola («Горы Мола»), и одну на неаполитанском — Don Raffaè («Дон Рафаэль») — диалекте. Прошла новая серия «живых» концертов, из которых получился двойной альбом 1991 Concerti («Концерты 1991»). В 1992-м году Де Андре начинает ещё одну серию «живых» концертов, в том числе впервые были даны театральные концерты.
Также в 1992-м году, Генуя, родной город Колумба, праздновала юбилей открытия Америки. Де Андре был приглашен участвовать в выступлениях вместе с Бобом Диланом, но отказался, вспомнив об уничтожении индейцев.

#### Спасенные души
Последний альбом Фабрицио Де Андре, Anime salve («Спасенные души»), был написан вместе с Ивано Фоссати (итал. Ivano Fossati) и вышел в 1996-ом году. Он включал песню Khorakhane («Хорахане»), посвященную цыганам мусульманам, Disamistade («Раздор»), переведенную на английский язык и исполненную американской рок-группой The Walkabouts, и Smisurata preghiera («Долгая молитва»), по мотивам новелл «Приключения и невзгоды Макроля Эль-Кавьеро» (исп. Empresas y Tribulaciones de Maqroll el Gaviero) колумбийского писателя и поэта Альваро Мутиса, Фабрицио исполнял также испанскую версию этой песни — Desmedida plegaria (исп.).
В том же году выходит роман «Смешная участь» (итал. Un destino ridicolo), написанный в соавторстве с Алессандро Дженнари (итал. Alessandro Gennari). В 1997-ом году Де Андре начал новую серию театральных концертов, Anime salve. Вышел новый сборник его песен M’innamoravo di tutto («Влюбившись во всё»), который частично состоял из старых композиций. В трибьют вошла и «La canzone di Marinella», спетая в дуэте с Миной.
Летом 1998-го года концертное турне Anime salve было прервано из-за обнаруженных у Де Андре симптомов серьёзного заболевания, которое позднее было диагностировано как рак легких. Фабрицио Де Андре умер в больнице онкологического института Милана 11 января 1999-го года, в 02:30. На похороны, состоявшиеся 13 января в Генуе в базилике Кариньяно (итал. Basilica di Santa Maria Assunta in Carignano), собралось около 10 тыс. человек, среди которых были его друзья, деятели политики и культуры. После кремации, совершенной на следующий день, прах Фабрицио Де Андре погребли в семейной часовне на кладбище Стальено.

## Память о Фабрицио Де Андре

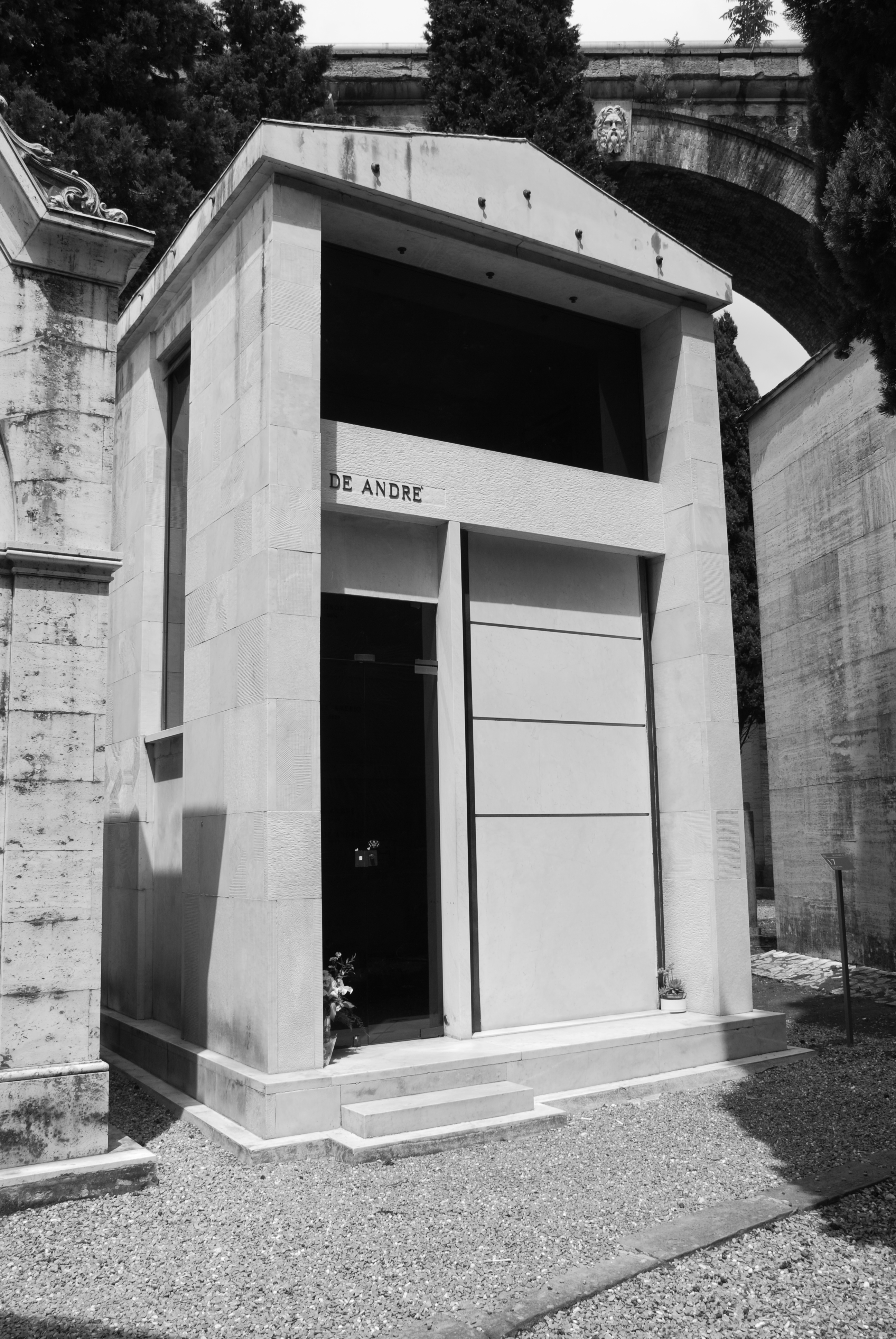
Семейная часовня, где похоронен Фабрицио Де Андре. Кладбище Стальено, Генуя

В 2003-м году вышел альбом, посвященный памяти Фабрицио Де Андре — «Faber, Amico Fragile», в записи которого приняли участие известные итальянские музыкальные исполнители. Некоторые из них известны и в России, например, Адриано Челентано, исполнивший композицию «La guerra di Piero» из этого альбома.
В витрине музыкального магазина на улице Виа дель Кампо была выставлена гитара Фабрицио Де Андре.
Premiata Forneria Marconi в память о совместных выступлениях исполняют на своих концертах интерпретации его песен.
В честь Фабрицио Де Андре была учреждена специальная премия, которой в 2007-ом году были награждены Джан Пьеро и Джанфранко Ревербери (итал. Gian Piero Reverberi, Gianfranco Reverberi).

## Награды
- 1975 — Premio Tenco (вместе с ещё пятью авторами-исполнителями).
- 1984 — Targa Tenco за альбом «Crêuza de mä» и одноимённую песню, как лучшую на диалекте.
- 1991 — Targa Tenco за песню «La domenica delle salme» и альбом «Le nuvole».
- 1997 — Premio Lunezia за песню «Smisurata preghiera» и альбом «Anime salve».

## Дискография
- Tutto Fabrizio De André (1966)
- Volume 1 (1967)
- Tutti morimmo a stento (1968)
- Volume 3 (1968)
- Nuvole barocche (1969)
- La buona novella (1970)
- Non al denaro non all'amore né al cielo (1971)
- Storia di un impiegato (1973)
- Canzoni (1974)
- Volume 8 (1975)
- Rimini (1978)
- In Concerto - Arrangiamenti PFM (1979)
- In Concerto - Arrangiamenti PFM Vol. 2 (1980)
- Fabrizio De André (1981)
- Creuza De Mä (1984)
- Le Nuvole (1990)
- 1991 Concerti (1991)
- Anime salve (1996)
- Mi innamoravo di tutto (1997)
- De André in concerto (1999)
- Da Genova (2000)
- Peccati di gioventù (2000)
- Fabrizio De André in Concerto Volume II (2001)
- In direzione ostinata e contraria (2005)
- In direzione ostinata e contraria 2 (2006)